# CK Vulpeculae
CK Vulpeculae (anche Nova Vulpeculae 1670) è la più antica nova documentata in modo affidabile. È costituita da un oggetto centrale compatto circondato da una nebulosa bipolare. 
I modelli suggeriscono che CK Vulpeculae potrebbe non essere una nova classica; piuttosto può essere classificata come una nova rossa luminosa che è il risultato di due stelle della sequenza principale che si scontrano e si fondono. Uno studio del 2018 sostiene che era probabilmente il risultato di un'insolita collisione di una nana bianca e una nana bruna.

## Storia delle osservazioni

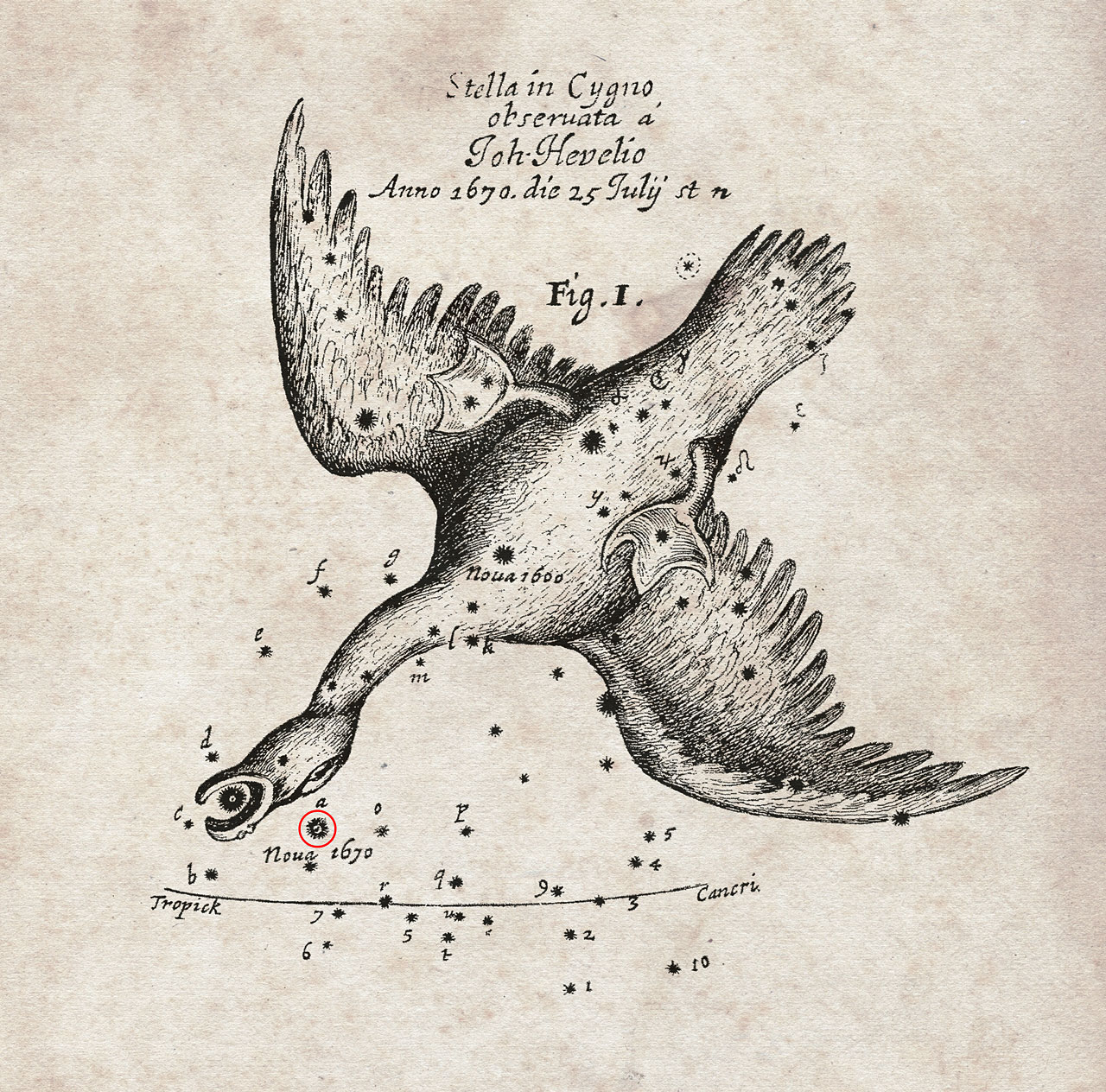
Posizione della Nova del 1670 vicino ad Albireo.

CK Vulpeculae fu scoperta il 20 giugno 1670 da Voituret Anthelme e indipendentemente il 25 luglio da Johannes Hevelius. Aveva una luminosità massima di magnitudine +3 circa al momento della sua scoperta, poi è sbiadita. 
Un secondo picco di magnitudine +2,6 circa fu rilevato nel marzo del 1671, dopo di che Johannes Hevelius e Giovanni Cassini la osservarono per tutta la primavera e l'estate fino a quando non scomparve dalla vista ad occhio nudo, verso la fine di agosto del 1671. 
Un ultimo picco di luminosità debolmente visibile al massimo di circa 5,5-6 di magnitudine fu osservato da Hevelius nel marzo 1672, poi svanì sul finire di maggio. 
Questa è stata la prima nova per la quale ci sono osservazioni multiple e affidabili. La successiva nova ad essere documentata in modo esaustivo fu V841 Ophiuchi. 

## Identificazione

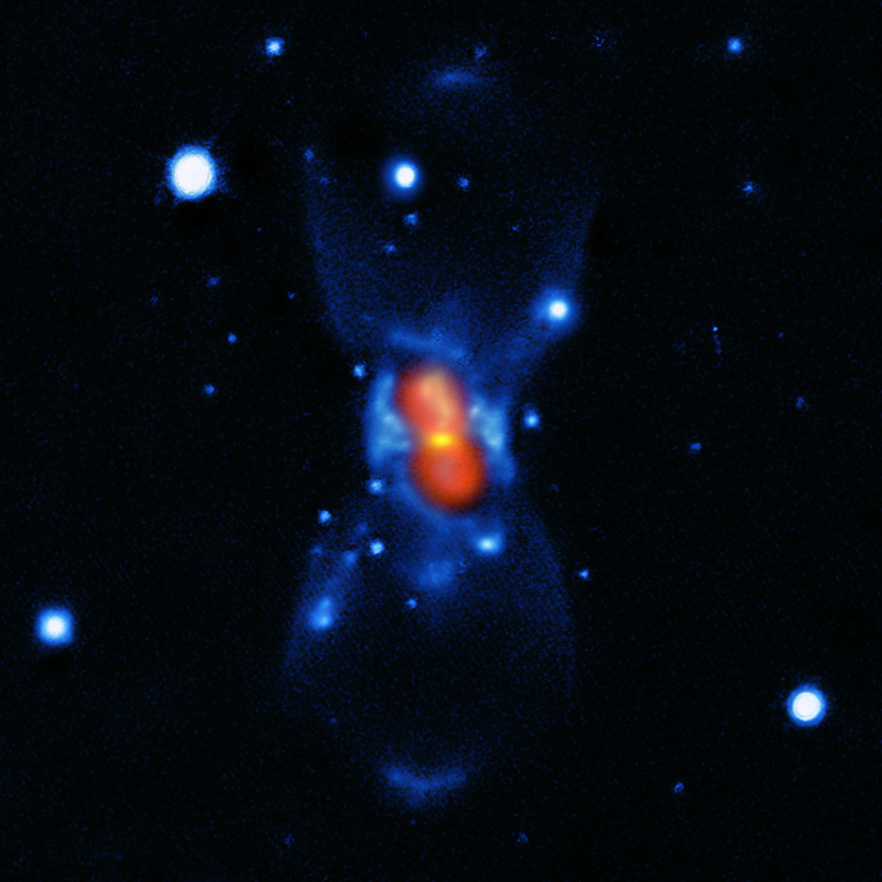
La luce visibile è blu, la mappa delle radiazioni submillimetriche è evidenziata in verde e l'emissione molecolare in rosso.

John Flamsteed, che stava elaborando il catalogo che porta il suo nome proprio in quel periodo, assegnò alla stella la designazione di Flamsteed 11 Vulpeculae,  che è stata in seguito notata da Francis Baily come una delle stelle perdute di Flamsteed, perché non è stata rilevabile per secoli. 
Nel 1981, una fonte puntiforme vicino al centro di una piccola nebulosa fu identificata come CK Vulpeculae, con una magnitudine rossa stimata di 20,7. Osservazioni successive misero in dubbio tale identificazione ed è ora noto che si trattava di un oggetto di sfondo. Si ritiene che quell'oggetto e un'altra stella siano stati visti attraverso una densa nebulosa associata a CK Vulpeculae che ha fatto variare drasticamente la loro luminosità. 
CK Vulpeculae ora consiste in un oggetto centrale compatto con gas che fuoriesce a circa 210 km/s in una nebulosa bipolare. Una traccia di nebulosità di 15" vista negli anni '80 si trova al centro di una nebulosa bipolare di 70". Nella parte centrale di questa si vede una sorgente radio compatta e una puntiforme di infrarossi, ma non è stata rilevata a lunghezze d'onda ottiche. La ionizzazione della nebulosa e la sua emissione radio indicano che la fonte centrale è ancora molto calda e relativamente luminosa. 
È all'interno di una nuvola di polvere fredda (~15 K) o la nuvola si trova di fronte ad essa dalla prospettiva della Terra. Il gas molecolare nelle vicinanze è maggiormente ricco di azoto rispetto all'ossigeno. 

## Distanza
La distanza di CK Vulpecolae non può essere determinata con precisione. Ipotesi sulla sua massima luminosità possibile e la collocazione oltre la nebulosa nota forniscono una distanza di 550 ± 150 parsec (1 790 ± 490 anni luce). Le misurazioni dell'espansione della nebulosa presumibilmente prodotta nel 1670 forniscono una distanza di 700 ± 150 parsec (2 280 ± 490 anni luce). Esistono nuvole di gas a 500 pc (1 600 al) e 2 chiloparsec (6 500 anni luce), ma solo la prima viene rilevata nello spettro di CK Vulpeculae, ponendo forti vincoli sulla possibile distanza. Osservazioni effettuate con il telescopio Gemini nord in banda infrarosso e divulgate a fine 2020 allocherebbero la nova ben più distante, a circa 10000 anni luce di distanza.

## Caratteristiche

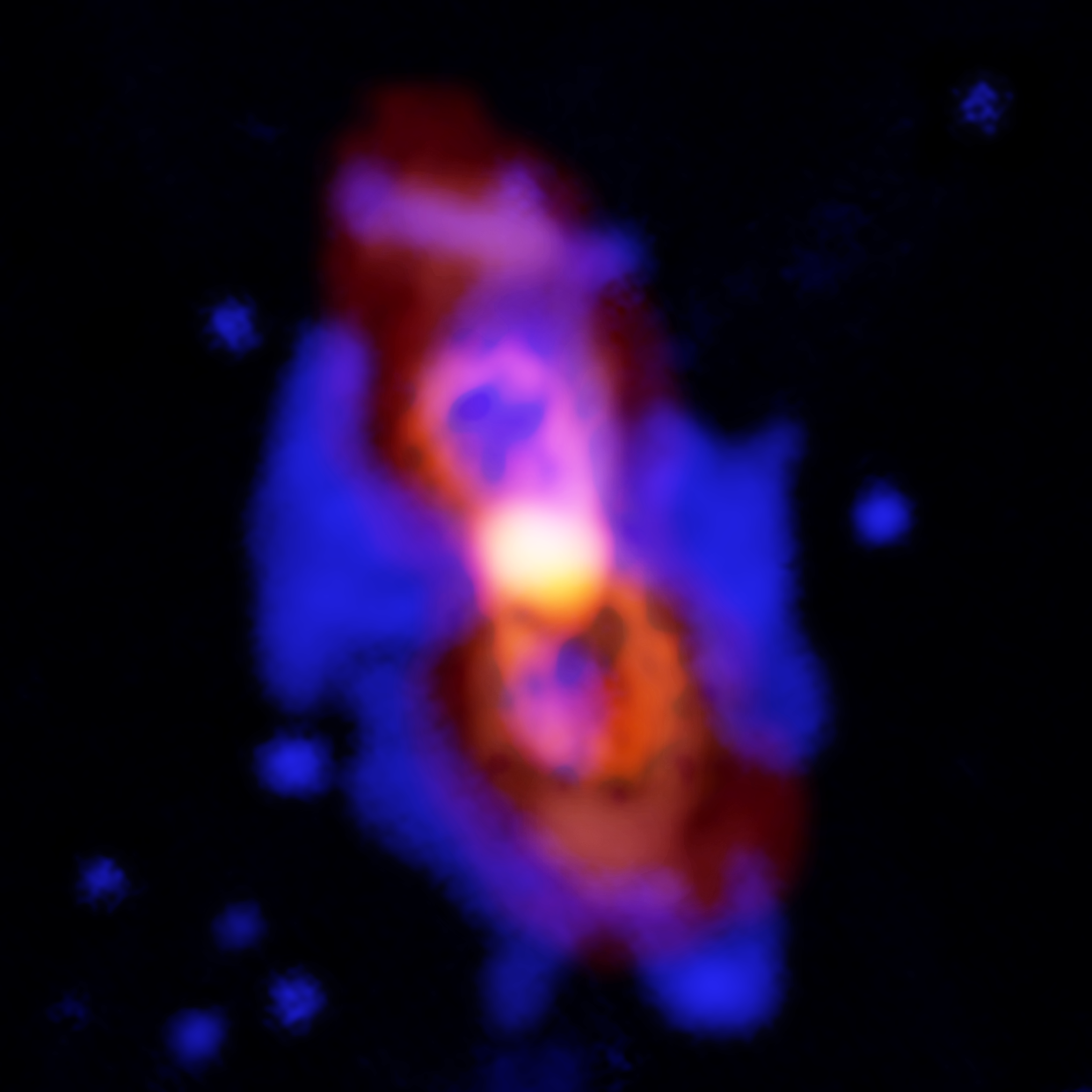
Molecole radioattive nei resti di una collisione stellare.

La luminosità dell'oggetto centrale, stimata dall'emissione di infrarossi dalla polvere, è di circa 0,9 L⊙. La luminosità richiesta per energizzare la nebulosità osservata è calcolata a 3 L⊙ da un oggetto a 60000 K. Al momento della sua eruzione, si calcola che la luminosità di CK Vulpeculae fosse almeno 24000 L⊙. Linee di emissione ioniche note nello spettro e caratteristiche di assorbimento non identificate nell'infrarosso indicano una temperatura compresa tra 14 000 K e 100 000 K.
Gli astronomi che utilizzano i radiotelescopi dell'Atacama Large Millimeter Array (ALMA) e del Northern Extended Millimeter Array (NOEMA) per studiare CK Vulpeculae hanno scoperto le prime prove convincenti di detriti radioattivi al di fuori del sistema solare terrestre. La molecola in questione è costituita da un isotopo radioattivo di alluminio con 13 protoni e 13 neutroni legati insieme ad atomi di fluoro. 

## Natura dell'eruzione
In passato, sono state suggerite spiegazioni come una fusione in una nova rossa luminosa, un impulso termico ultratardivo o una nova indotta da diffusione ma tutte queste spiegazioni non sono soddisfacenti. Un'analisi delle strutture e delle abbondanze isotopiche nella nebulosa rimanente usando l'Atacama Large Millimeter Array (ALMA) nel 2018 ha concluso che la nova e la nebulosa associata erano causate dall'insolita fusione di una nana bianca e una nana bruna avvenuta tra il 1670 e il 1672.